# Anne Marit Jacobsen

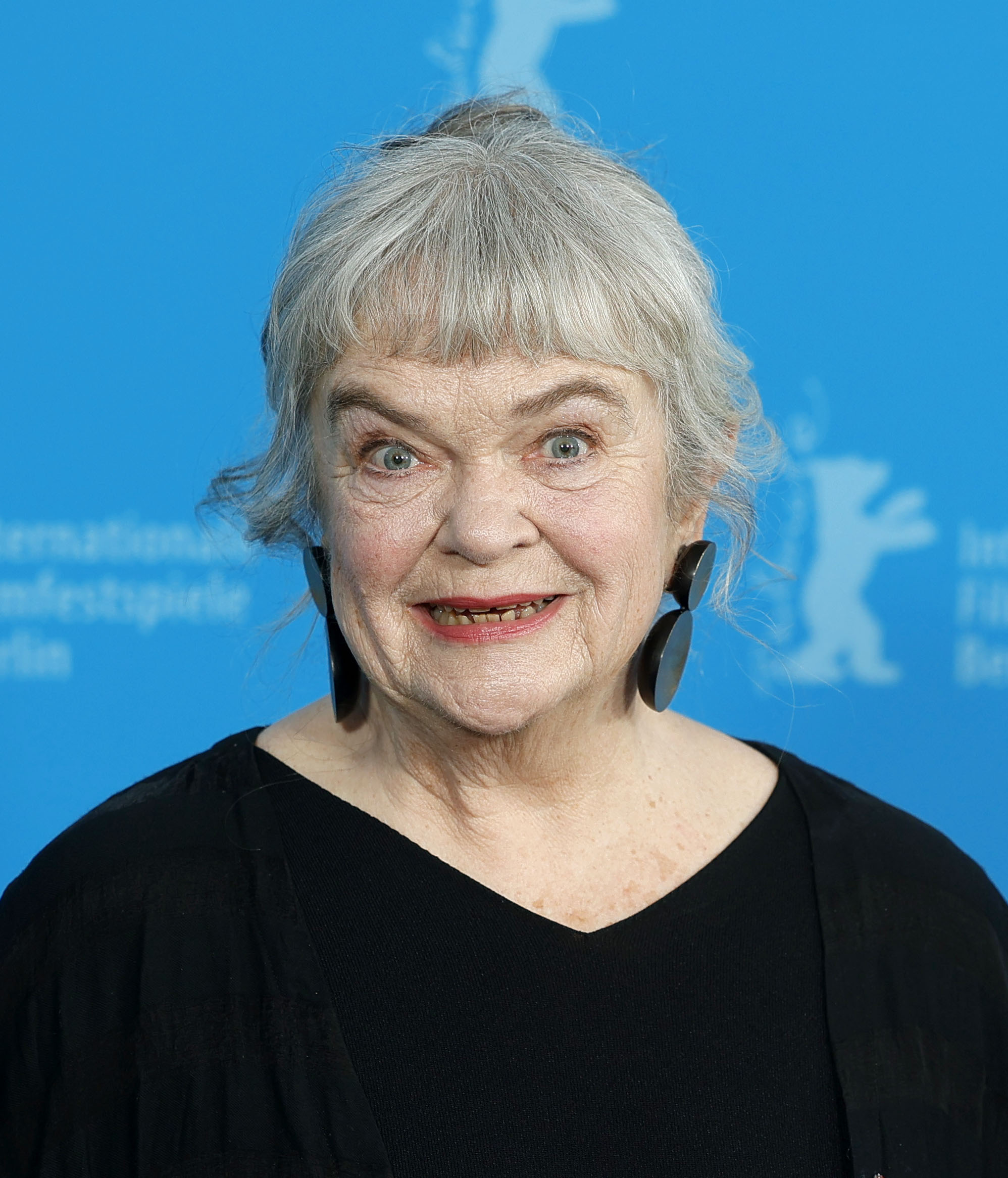
Anne Marit Jacobsen auf der Berlinale 2025

Anne Marit Jacobsen (* 7. November 1946 in Oslo) ist eine norwegische Schauspielerin und Synchronsprecherin.

## Leben und Wirken
Anne Marit Jacobsen ist die Tochter des Bildhauers Thorbjørn Sigurd Jacobsen († 1967) und der Opernsängerin Randi Heide Steen (1909–1990). Ihr Cousin ist der Schauspieler Harald Heide-Steen junior. Sie wuchs in Oslo auf, wo sie bis heute lebt.
Nach ihrem Schulabschluss absolvierte sie eine professionelle Schauspielausbildung. Ihr Bühnendebüt als Darstellerin hatte sie Mitte der 1960er-Jahre am Nationaltheatret, wo sie auch über mehrere Jahre hinweg als festes Ensemblemitglied engagiert war. Am Theater stand sie in zahlreichen Theaterstücken wie beispielsweise in Peer Gynt auf der Bühne, aber auch in Musicals, Kabarett-Programmen und in Varieté-Shows. 
Seit 1965 steht sie als Schauspielerin vor der Kamera und hat bislang in mehr als 60 Film-und-Fernsehproduktionen mitgewirkt. Im Laufe ihrer Karriere wurde sie mehrmals ausgezeichnet, darunter auch mit dem Gammleng-Preis oder mit dem Komiprisen. Neben ihrer Arbeit als Schauspielerin ist Jacobsen auch als Synchronsprecherin für Animationsfilme und Zeichentrickfilme aktiv.
Im Jahr 2024 gehörte Jacobsen zum weiblichen Schauspielensemble des Spielfilms Oslo Stories: Träume von Dag Johan Haugerud, der auf der Berlinale 2025 den Hauptpreis gewann. 
Jacobsen war einige Jahre lang mit dem Schauspieler Nils Sletta (1943–2020) liiert. Aus dieser Beziehung hat sie einen Sohn, den Jazz-Musiker Torbjørn Sletta Jacobsen (* 1973).

## Filmografie (Auswahl)
- 2011: King Curling – Blanke Nerven, dünnes Eis
- 2011–2012: Waffelherzen (Fernsehserie)
- 2015–2016: Lifjord – Der Freispruch (Fernsehserie)
- 2019: Barn
- 2021: Drei Haselnüsse für Aschenbrödel
- 2024: Oslo Stories: Träume (Drømmer)